# Фулк Ґревіль, 1-й барон Брук

Герб Гревіля: Соболь, на хресті гравійований або п'ять кульок бордюра гравійована другого

Фулке Гревіль, 1-й барон Брук, де-юре 13-й барон Латімер і 5-й барон Віллоубі де Брок KB PC (3 жовтня 1554 — 30 вересня 1628), до 1621 відомий як сер Фулке Гревіль — єлизаветинський поет, драматург і державний діяч, який засідав у Палаті громад у різні періоди між 1581 і 1621 роками, коли був підвищений до перства.
Ґревіль був здібним адміністратором, який служив англійській короні за Єлизавети I та Якова I як, послідовно, скарбник флоту, канцлер казначейства та комісар казначейства, і який за свої заслуги був у 1621 році зроблений бароном Бруком, пером царства. У 1604 році Гревіль отримав Уорікський замок, в якому зробив численні вдосконалення. Ґревілль найбільше відомий сьогодні як біограф сера Філіпа Сідні та своєю тверезою поезією, яка представляє темні, вдумливі та виразно кальвіністичні погляди на мистецтво, літературу, красу та інші філософські питання.

## Життя
Фулке Ґревілль, народжений 3 жовтня 1554 року в Бошам-Корті, неподалік від Алчестера, Уорікшир, був єдиним сином сера Фулке Ґревілля (1536–1606) та Анни Невілл (пом. 1583), доньки Ральфа Невілла, 4-го графа Вестморленду. Він був онуком сера Фулка Гревіля (пом. 10 листопада 1559) та Елізабет Віллоубі (похована 15 листопада 1562), старшої дочки Роберта Віллоубі, 2-го барона Віллоубі де Броука. Єдиною іншою дитиною від шлюбу була дочка, Маргарет Гревіль (1561–1631/2), яка вийшла заміж за сера Річарда Верні.
У 1564 році його відправили в Шрусберійську школу, в один день з його другом Філіпом Сідні. Пізніше, в 1568 році, він пішов до коледжу Ісуса, Кембридж.
Сер Генрі Сідні, батько Філіпа та президент Ради Уельсу та Марків, у 1576 році надав Гревіллю посаду, пов’язану з двором Валлійських Марків, але Гревіль подав у відставку в 1577 році, щоб відвідати двір Королеви Єлизавети I з Філіпом Сідні. Там Гревіль став фаворитом королеви, яка цінувала його тверезий характер і адміністративні здібності. У 1581 році він був обраний на додаткових виборах членом парламенту від Саутгемптона. У 1583 році королева Єлизавета призначила його секретарем князівства Уельс. Однак він неодноразово потрапляв у немилість за те, що покинув країну проти її волі.

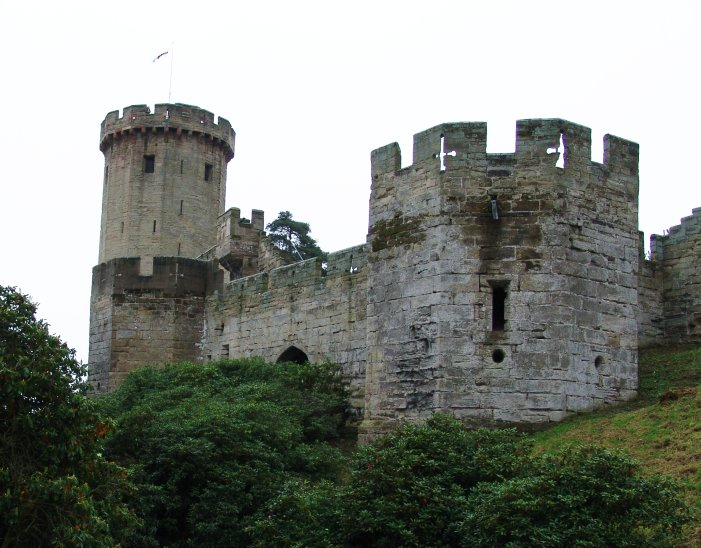
Замок Уорік на річці Ейвон у жовтні 2004 року.

У 1581 році на турнірі в Уайтхоллі на честь французьких послів Гревіля, Філіпа Сідні, Філіпа Говарда, графа Арундела, та Фредеріка лорда Віндзора влаштували розвагу під назвою «Чотири прийомні діти бажання». Посли працювали над планами шлюбу Єлизавети з Франциском, герцогом Анжуйським. «Вихованці» взяли в облогу «Фортецю досконалої краси». Після двох днів змагань діти визнали поразку. Розвага була зрозуміла як передача ідеї, що Єлизавета була недосяжною, придуманою опозицією до французького шлюбу.
Гревіль, Філіп Сідні та сер Едвард Дайер були членами «Ареопагу», літературної кліки, яка під керівництвом Габріеля Гарві підтримувала введення класичних метрів в англійські вірші. Сідні та Ґревілль домовились про плавання з сером Френсісом Дрейком у 1585 році в його експедиції проти Іспанської Вест-Індії, але Єлизавета заборонила Дрейку брати їх із собою, а також відмовила Ґревіллю в проханні дозволити йому приєднатися до армії Роберта Дадлі в Нідерландах. Філіп Сідні, який брав участь у поході, був убитий 17 жовтня 1586 року. Гревіль увічнив пам'ять свого улюбленого друга в «Присвяті серу Філіпу Сідні».
Гревіль брав участь у битві за Кутрас у 1587 році . Приблизно в 1591 році Гревіль ще недовго служив у Нормандії під керівництвом короля Наварри Генріха III у Релігійних війнах Франції. Це був його останній досвід війни.
Гревіль представляв Уорвікшир у парламенті в 1592–1593, 1597, 1601 і 1621 роках. У 1598 році його зробили скарбником військово-морського флоту, і він зберіг цю посаду протягом перших років правління Якова I.
У 1604 році король Яків I подарував Гревіллю замок Уорік, розташований на вигині річки Ейвон у Ворікширі . Коли він заволодів ним, замок був у напівзруйнованому стані, і він витратив 20 000 фунтів стерлінгів на його відновлення.
У 1614 році він став канцлером і заступником скарбника казначейства, і протягом усього правління був цінним прихильником Яків I, хоча в 1615 році він виступав за скликання парламенту. У 1618 році він став комісаром казначейства, а в 1621 році був зведений в пери з титулом барона Брук, титулом, який належав родині його бабусі по батьківській лінії.

## Смерть і спадок
У 1628 році Гревілль був зарізаний ножем у своєму будинку в Холборні, Лондон, Ральфом Хейвудом, слугою, який вважав, що його обдурили, залишивши поза заповітом господаря. Потім Гейвуд повернув ніж на себе. Лікарі Гревіля лікували його рани, наповнюючи їх свинячим жиром. Замість того, щоб продезінфікувати їх, свинячий жир став згірклим і інфікував рани, і він помер у муках через чотири тижні після нападу. Його тіло повернули до Уоріка, і він був похований у колегіальній церкві Св. Марії, Уорік.

## Роботи
Гревіль найбільше відомий своєю біографією Сіднея (складена приблизно в 1610–1612 роках), яка поширювалася в рукописі під назвою «Присвята серу Філіпу Сідні». Вона була опублікована в 1652 році під назвою «Життя відомого сера Філіпа Сідні».  Він включає деякі автобіографічні матеріали в те, що нагадує трактат про уряд.
Поезія Гревіля складається з прихованих трагедій, сонетів і віршів на політичні та моральні теми. Його стиль серйозний і сентенційний.
Серед робіт Гревіля:
Біографія
- Присвята серу Філіпу Сідні

Прихована драма
- Аллахам
- Мустафа

Вірші та поеми
- Келіка в сонетах CX
- Монархії
- Трактат про релігію
- Договір про гуманне навчання
- Інквізиція про славу і честь
- Військовий договір

Різнобічна проза
- лист до «шановної леді»,
- лист Гревілю Варні у Франції,
- коротка промова, виголошена від імені Френсіса Бекона

### Видання
- «Трагедія Мустафи» (Лондон: надруковано Дж. Вінде для Н. Баттера, 1609)
- «Деякі вчені та елегантні твори» (Лондон: надруковано Е. Перслоу для Г. Сейла, 1633), включають «Трактат про гуманне навчання», «Інквізицію над славою та честю», «Трактат про війни», «Алахам», «Мустафу», «Келіку», «Лист до шановної леді» та «Подорожній лист»
- «Останки сера Фулка Гревіля, лорда Брука: Бути віршами про монархію та релігію: Ніколи раніше не друкувалося» (Лондон: надруковано TN для Х. Херінгмена, 1670), включає «Трактат про монархію» та «Трактат про релігію»
- «Вірші та драми Фулке Гревіля, Перший лорд Брук, 2 томи», редаговані Джеффрі Булло (Єдинбург: Oliver & Boyd, 1939; Нью-Йорк: Оксфордська університетська преса, 1945) включають «Келіку», «Трактат про гуманне навчання, «Інквізицію над славою та честю», «Трактат про війни», «Мустафу» та «Алахам»
- «Залишки: Бути віршами про монархію та релігію», під редакцією GA Вілкс (Лондон: Оксфордська університетська преса, 1965), складається з «Трактату про монархію» і «Трактату про релігію»
- «Прозові твори Фульке Гревіля, лорда Брука», під редакцією Джона Гуоуза (Оксфорд: Оксфордська університетська преса, 1997), опубліковано в рамках серії Оксфордських англійських текстів. Наукове видання його прозових творів з авторитетним текстом разом зі вступом, коментарями та науковим апаратом.

## Сім'я
Лорд Брук, який ніколи не одружувався, не залишив природних спадкоємців, а його старше (Брук) баронство перейшло до його двоюрідного брата та прийомного сина Роберта Гревіля (1608–1643), який прийняв сторону парламенту в Громадянській війні в Англії та переміг Роялістів в сутичці під Кінетоном у серпні 1642 року. Роберт був убитий під час облоги Лічфілда 2 березня 1643 року, переживши старшого Гревіля лише на п'ятнадцять років. Його інше баронство (Віллоубі де Брок) успадкувала його сестра Маргарет, яка вийшла заміж за сера Річарда Верні.